# María Antonia Esquivel y Navarrete
María Antonia Esquivel y Navarrete (Vitoria, 2 de febrero de 1778 – 1849, Vitoria. Nació en el seno de una aristocrática familia vitoriana. Sus padres fueron los marqueses de Legarda, Ignacio Vicente Esquível y Peralta y Manuela Isidra Navarrete y Lisón de Tejada. El palacio de los Legarda estaba situado en la calle Zapatería, haciendo esquina con la plazuela de Santo Domingo. Era prima hermana de Miguel Ricardo de Álava, el famoso General Álava, héroe de la Independencia. Se casó el 29 de diciembre de 1798 con Antonio Fernández de Navarrete y Ximénez de Tejada, natural de Ábalos (La Rioja). María Antonia tenía 20 años de edad cuando casó con su esposo, de 39 años. Este era miembro de una familia liberal e ilustrada y fue socio de la Real Sociedad Bascongada de Amigos del País de 1776 a 1793. Tuvieron dos hijos, Benito, Deán y Canónigo de la Seo de Zaragoza, y Demetria, casada con un primo carnal, Antonio Gervasio Fernández de Navarrete, en el año 1819. Aunque su marido era vecino de Ábalos, ella residió normalmente  en Vitoria, y aquí nacieron sus dos hijos. María Antonia fue una liberal exaltada, desmarcándose de la tónica liberal moderada de su familia. En febrero de 1814, terminada la dominación francesa, fue encarcelada por afrancesada, junto con otros vitorianos que habían colaborado con el gobierno francés de ocupación, entre los que se encontraban Genaro María de Gámiz, el cura Inocencio Santa María, Casimiro Javier y Ramón María de Urrechu y Díaz del Carpio (padre e hijo, respectivamente), Joaquín María Eguía y Aguirre, marqués de Narros, Valentín González de Echávarri, etc., todos ellos miembros de su tertulia. Antonio Fernández de Navarrete falleció en Abalos el 30 de abril de 1830. Una vez viuda María Antonia continuó viviendo en Vitoria, y en su casa tenía lugar una animada tertulia a la que acudía la burguesía liberal de la ciudad. Murió en Vitoria en el año 1849, a los 61 años de edad.